# Tot behoud huis de Haas
Partij Tot behoud huis de Haas is een politieke partij in de Nederlandse gemeente Lansingerland. De partij is voor het eerst in de gemeenteraad gekozen tijdens de gemeenteraadsverkiezingen van 22 november 2006 met in totaal 1.098 stemmen. Tijdens de gemeenteraadsverkiezingen van 3 maart 2010 werd de partij wederom met 1 zetel gekozen in de gemeenteraad. In die jaren was Pedro de Haas gemeenteraadslid.

## Achtergrond
De partij was opgericht vanwege het voornemen van de gemeente om het huis aan de Berkelseweg 60 te slopen voor de woningbouw, maar richtte zich nadrukkelijk op alle inwoners van Lansingerland die menen niet of onvoldoende gehoord te worden. In 2000 werd het woonhuis onteigend door de Hogesnelheidslijn nadat er procedures waren gestart in 1997. Het echtpaar de Haas besloot niet te vertrekken en de HSL werd pal naast de woning gebouwd. Het huis van de familie De Haas werd in 2011 alsnog gesloopt. Filmmaker Deborah van Dam heeft een documentaire gemaakt over het leven van de familie de Haas. Deze documentaire is op 6 mei 2014 uitgezonden op NPO 2. De première heeft op 9 maart 2014 plaatsgevonden in Cinerama in Rotterdam. In 2014 werd geen zetel behaald. In 2015 is het appartementencomplex opgeleverd op de plaats van het huis van de familie de Haas. Het appartementencomplex heeft de naam Huis de Haas gekregen.
Op dinsdag 29 november 2016 is Aad de Haas overleden en op dinsdag 21 februari 2017 is Nel de Haas-Ruigrok overleden.